# V474 Возничего
V474 Возничего (лат. V474 Aurigae) — одиночная переменная звезда в созвездии Возничего на расстоянии (вычисленном из значения параллакса) приблизительно 7160 световых лет (около 2195 парсеков) от Солнца. Видимая звёздная величина звезды — от +15,2m до +14,2m.

## Характеристики
V474 Возничего — красная пульсирующая медленная неправильная переменная звезда (LB:) спектрального класса M. Эффективная температура — около 3288 K.